# Нандраж
Нандраж (слч. Nandraž) насељено је мјесто са административним статусом сеоске општине (слч. obec) у округу Ревуца, у Банскобистричком крају, Словачка Република.

## Становништво
| Година:    | 1994. | 2004.    | 2014.   | 2024.    |
| ---------- | ----- | -------- | ------- | -------- |
| Број људи: | 214   | 268      | 294     | 249      |
| Разлика:   |       | +25,23 % | +9,70 % | -15,30 % |

| Година:    | 2023. | 2024.   |
| ---------- | ----- | ------- |
| Број људи: | 253   | 249     |
| Разлика:   |       | -1,58 % |

Према подацима о броју становника из 2011. године насеље је имало 287 становника.